# Joan de Queralt i de Ribes
Joan de Queralt i de Ribes   (c. 1553 (Gregorià) - 1611) fou un noble català, baró de Puigverd.

## Biografia
Era fill de Jaume Florià de Queralt i de Cardona, de qui heretà la baronia de Puigverd, i de Lluïsa de Ribes, de qui heretà la senyoria de Vià i de la Torre de Riu.
Fou diputat de la Generalitat de Catalunya el trienni 1584-1587, sent president Pere Oliver de Boteller i de Riquer. Va ser un personatge controvertit perquè va ser acusat de promonàrquic en la seva participació en les Corts de Montsó (1585).
Coincidint amb la seva activitat com a diputat i en un moment en què des de la Generalitat s'estava lluitant contra el frau i el bandolerisme, Joan de Queralt fou acusat de connivència amb els arrendataris de la bolla de Puigcerdà i de tracta de favor en l'assignació d'oficials de la institució. Una auditoria interna l'imputà els càrrecs de venda d'oficis, insaculació de menors d'edat, acceptació de suborns en la concessió de llicències i fer desaparèixer actes de les Corts de 1585. Queralt va ser sotmès a 12 dies consecutius d'interrogatori al final dels quals es va estimar que l'apropiació indeguda podia arribar a les 12.000 lliures. Queralt va forçar ser jutjat per la Reial Audiència que va aturar immediatament els procediments instruïts contra ell per la Diputació. Finalment, el 1588 va ser condemnat a pagar més de 13.000 lliures per frau.
Va seguir comptant amb el suport de la corona i del 1603 al 1611 fou governador general de Catalunya i durant el seu govern es destacà sobretot per la lluita contra els bandolers en les campanyes del 1605 i del 1609, especialment contra Perot Rocaguinarda.
Es casà amb Magdalena de Moliner i de Gilabert, la qual li aportà en dot la baronia de la Granadella i diverses senyories. El seu fill Joan de Queralt i de Moliner fou governador dels comtats del Rosselló i Cerdanya.